# Archaeogaia macachaae
Archaeogaia macachaae és una espècie extinta de mamífer notoungulat que visqué a Sud-amèrica durant el Paleocè, fa entre 56 i 61,6 milions d'anys. Se n'han trobat restes fòssils a la província argentina de Salta. Es tracta de l'única espècie del gènere Archaeogaia. Era un notoungulat diminut i de dents de tipus braquidont. El nom genèric Archaeogaia és una combinació del mot grec ἀρχαῖος (arkheos, ‘primitiu’) i del nom de Gea, la deessa primordial i Mare Terra en la mitologia grega, mentre que el nom específic macachae fou elegit en honor de María Magdalena Dámasa de Güemes, àlies «Macacha», una heroïna de la guerra gautxa i la independència de l'Argentina.